# Cung Nhượng Chương Hoàng hậu
Cung Nhượng Chương Hoàng hậu (chữ Hán: 恭讓章皇后, 20 tháng 5, 1402 - 5 tháng 12, 1443) là Hoàng hậu thứ nhất của Minh Tuyên Tông Chu Chiêm Cơ - vị Hoàng đế thứ 5 của triều đại nhà Minh trong lịch sử Trung Quốc. 
Về sau, Tuyên Tông sủng ái Tôn quý phi nên phế truất Hồ hoàng hậu, sự kiện này được gọi là [Tuyên Tông phế hậu; 宣宗廢后] nổi tiếng trong cung đình nhà Minh. Thụy hiệu Hoàng hậu của bà là do được con chồng là Minh Anh Tông Chu Kỳ Trấn phục ngôi truy tôn.

## Tiểu sử
Cung Nhượng Chương hoàng hậu tên thật là Hồ Thiện Tường (胡善祥), sinh ngày 10 tháng 4 (âm lịch) vào năm Kiến Văn thứ 2 (1402), nguyên quán Tế Ninh, Sơn Đông. Tằng tổ là Hồ Thủ Nghi (胡守儀), làm Huyện thừa tại Phúc Kiến, được phong Phúc Kiến hầu (福建侯). Tổ phụ là Hồ Văn Hữu (胡文友), và thân phụ là Cẩm Y vệ Bách hộ Hồ Vinh (胡荣). Trong nhà bà có 2 anh trai là Hồ An (胡安) và Hồ Tuyên (胡瑄); ngoài ra là 7 người chị em, Hồ thị là người thứ 3. Đại trưởng tỷ của Hồ thị là Hồ Thiện Vi (胡善围), được làm Nữ quan dưới thời Minh Thái Tổ Hồng Vũ đế, thăng làm Sử quan (使官).
Năm Vĩnh Lạc thứ 15 (1417), Hồ thị được tuyển làm vợ cho Hoàng thái tôn Chu Chiêm Cơ, là Hoàng thái tôn phi (皇太孫妃). Sau khi Nhân Tông tức vị, Hoàng thái tôn Chu Chiêm Cơ trở thành Hoàng thái tử, do vậy Hồ Thiện Tường cũng thuận lý thành chương mà trở thành Hoàng thái tử phi.

## Lập Hậu và nhượng vị
Năm Hồng Hi nguyên niên (1425), tháng 6, Thái tử Chiêm Cơ kế vị, tức Minh Tuyên Tông, Hồ thị được sách lập làm Hoàng hậu. Cả nhà bà được hiển quý, cha bà trở thành Quang lộc khanh (光禄卿); kiêm chức Phiêu Kị tướng quân (骠骑将军); Trung quân Đô đốc phủ Thiêm sự (中军都督府佥事). Anh trai là Hồ An trở thành Phủ tiền vệ Chỉ huy thiêm sự (府前卫指挥佥事). Tuy làm Hoàng hậu, bà không được Tuyên Tông sủng ái, cũng không có người con trai nào, trong khi đó Tuyên Tông sủng ái hồng nhan tri kỉ từ khi còn trẻ của mình là Tôn Quý phi, do vậy có ý phế Hậu. 
Năm Tuyên Đức thứ 3 (1428), mùa xuân, viện việc Hồ Hoàng hậu không sinh con trai, chỉ có hai con gái, nên Minh Tuyên Tông dự bị phế truất ngôi vị Hoàng hậu của Hồ Thiện Tường. Ban đầu, Tuyên Tông vời các đại thần Trương Phụ, Kiển Nghĩa (蹇义), Hạ Nguyên Cát (夏原吉), Dương Sĩ Kì (杨士奇), Dương Vinh (杨荣) được triệu vào cung, Tuyên Tông dụ rằng: ["Trẫm 30 tuổi không con, mà Trung cung nhiều lần không sinh dục được, thân lại mang bệnh. Nay Quý phi có con, nên lập làm người kế thừa, Phu mẫu lấy tử quý, nên để Quý phi vào vị trí Trung cung"]. Sau đó, Tuyên Tông liệt kê khuyết điểm của Hoàng hậu, Dương Vinh tấu nói: ["Có thể phế truất Hoàng hậu"], Tuyên Tông bèn hỏi: ["Chuyện Phế hậu khi xưa có từng xảy ra không?"], và Kiển Nghĩa đáp: ["Tống Nhân Tông từng truất hàng Hoàng hậu Quách thị làm Tiên phi"]. Khi đó, Trương Phụ, Hạ Nguyên Cát cùng Dương Sĩ Kì đều mặc nhiên không nói gì, Tuyên Tông hỏi vì sao, thì họ chỉ đáp: ["Thần đối với Hoàng hậu, giống như con cái phụng dưỡng cha mẹ. Hiện tại Hoàng hậu là mẫu, quần thần là tử, thân là hài tử thì làm sao dám nghị luận phế bỏ mẫu thân"]. Cứ như vậy là tranh luận giữa phe Dương Vinh - Kiển Nghĩa ủng hộ phế truất Hoàng hậu và phe Dương Sĩ Kì đứng đầu phản đối, dẫn lấy chuyện Tống Nhân Tông mà nói đây từng là điều gây chia rẽ quần thần.
Ngày hôm sau, Tuyên Tông vời Dương Sĩ Kì và Dương Vinh đến hỏi nghị sự thế nào, Dương Vinh chìa ra một tờ giấy liệt kê 20 điểm xấu của Hoàng hậu có thể dùng làm lý do phế, nhưng cả 20 điều đều là mắng khống. Nhìn đến những "lỗi lầm" mà Dương Vinh đưa ra, cả Tuyên Tông cũng không đồng tình, nói: ["Các ngươi bịa đặt vô cớ giá họa, không sợ thần linh phán xét sao?!"], sau đó quay qua hỏi Dương Sĩ Kì, ông này chỉ đáp: ["Hán Quang Vũ Đế phế truất Quách hậu, chiếu thư rằng: ‘Dị thường sự, phi quốc hưu phúc'. Tống Nhân Tông sau khi phế Quách hậu cũng hết sức hối hận. Xin bệ hạ cẩn trọng"]. Tuyên Tông không vui, nên cho cả hai cùng lui. Những ngày về sau, Tuyên Tông lại triệu một mình Dương Sĩ Kì, vẫn lại chuyện phế truất Hoàng hậu, ông hỏi quan hệ giữa Hoàng hậu và Quý phi thế nào, Tuyên Tông đáp: ["Phi thường hòa thuận thân ái. Nhưng là ta coi trọng Hoàng tử, mà Hoàng hậu thân có bệnh, không thể sinh Hoàng tử. Hiện tại Hoàng hậu sinh bệnh nhiều tháng, Quý phi thường xuyên vấn an, an ủi cực cần"], thế là Dương Sĩ Kì bèn nhân đó đáp: ["Hiện tại nên lấy lý do sinh bệnh mà khuyên nhượng vị Hoàng hậu, như thế cả lễ lẫn tình đều có thể bảo toàn"]. Tuyên Tông gật đầu tỏ vẻ tán đồng. Vài ngày sau, Tuyên Tông lại lần nữa triệu kiến Dương Sĩ Kì, nói: [“Chủ trương của ngươi rất tốt, Hoàng hậu vui vẻ từ vị. Tôn Quý phi không nhận, Thái hậu cũng chưa thuận. Nhưng mà Hoàng hậu vẫn cứ kiên trì từ đi”]. Dương Sĩ Kì nói: [“Nếu như thế, hy vọng Hoàng thượng đối đãi hai vị tương đồng. Năm đó Tống Nhân Tông phế Quách hậu, mà đối Quách thị ân ý thêm hậu”]. Tuyên Tông tán đồng cũng nói: [“Ta sẽ không nuốt lời”]. Vì thế nghị luận phế truất Hoàng hậu Hồ Thiện Tường tiến hành, nhưng xưng là ["Nhượng vị"]. 
Tháng 2 ÂL năm ấy, Minh Tuyên Tông ra chỉ lệnh Hoàng hậu nhượng vị. Án theo tiền lệ Phế hậu của Tống Nhân Tông, Hồ Phế hậu phải ra Trường An cung (長安宮) tu luyện Đạo giáo, hiệu xưng là Tiên sư (仙師). Chỉ dụ viết:
| “                                                 | 皇后胡氏，自惟多疾，不能承祭养，重以无子，固怀谦退，上表请闲。朕念夫妇之义，拒之不从。而陈词再三，乃从所志，就闲别宫。其称号、服食、侍从悉如旧。贵妃孙氏，皇祖太宗选嫔于朕。十有馀年，德义之茂，冠于后宫。实生长子，已立为皇太子。群臣咸谓《春秋》之义，母以子贵，宜正位中宫。今允所请，册妃孙氏为皇后 . Hoàng hậu Hồ thị, vốn thân có nhiều bệnh tật, không thể sinh hạ Hoàng tự nối dõi, tự thẹn bản thân vô tự, nên thỉnh lên Trẫm ý nhượng vị Hoàng hậu. Trẫm niệm tình nghĩa vợ chồng mà cự tuyệt, nhưng cứ dâng biểu thỉnh, lại tự nguyện lui đến nhàn cư. Nên cho lệ biệt riêng, phàm ăn mặc và đãi ngộ đều như cũ. Lại nghĩ Quý phi Tôn thị, là do Hoàng tổ Thái Tông Văn Hoàng đế tuyển cho trẫm. Phụng sự hơn 10 năm nay, đức nghĩa chi mậu, quan khán hậu cung. Đúng lúc sinh được Trưởng tử, nên lập làm Hoàng thái tử. Quần thần đồng lòng xét cái nghĩa Kinh Xuân Thu, "Mẫu dĩ Tử quý", nên cho Quý phi chính vị Trung cung. Đến nay thuận lý thành chương, sách Tôn thị làm Hoàng hậu. | ” |
| — Chỉ dụ khiển Hoàng hậu Hồ Thiện Tường nhượng vị | |   |

Sự kiện phế truất nhưng mang sắc màu nhượng vị này của Minh Tuyên Tông, về sau được gọi là [Tuyên Tông phế hậu; 宣宗廢后].

## Đối đãi sau đó
Tuy bị phế vị, mẫu hậu của Tuyên Tông là Trương thái hậu rất quý mến Hồ Thiện Tường do tính tình hiền đức, ôn hòa. Để thường xuyên an dưỡng, Thái hậu thường triệu Hồ thị vào Thanh Ninh cung (清寧宮). Bấy giờ khi có đại yến, Hồ thị đều được sắp xếp an bài rất quy củ, nhất nhất theo quy chế của Hoàng hậu như cũ, hơn hẳn so với sự thiết đãi của Tôn Hoàng hậu. Vì vậy, Tôn Hoàng hậu luôn không vui. Về sau, Minh Tuyên Tông cũng cảm thấy có lỗi việc phế truất Hồ hoàng hậu.
Năm Chính Thống thứ 7 (1442), tháng 8, Thái hoàng thái hậu Trương thị qua đời, Hồ thị đến lễ tang, nhưng bị xếp vào hàng tần phi do ý của Tôn Thái hậu. Sang năm (1443), con gái duy nhất còn sống là Thuận Đức công chúa qua đời, Hồ thị buồn bực rồi cũng qua đời cùng năm với con gái vào ngày 8 tháng 12 (âm lịch), hưởng niên 42 tuổi. Khi đình thần nghị luận dùng lễ nào an táng, Dương Sĩ Kỳ đề nghị dùng lễ Hoàng hậu, nhưng đa phần đều sợ Tôn Thái hậu nên e dè, bèn dùng lễ tần ngự an táng, thụy là Tĩnh Từ tiên sư (静慈仙师), an táng tại Kim Sơn.
Năm Thiên Thuận thứ 6 (1462), Hoàng thái hậu Tôn thị qua đời. Bấy giờ, Hoàng hậu của Minh Anh Tông là Hiếu Trang Duệ hoàng hậu Tiền thị xin niệm tình Hồ thị hiền đức, vô tội bị phế, mà khi mất triều thần đều sợ Tôn Thái hậu nên an táng còn sơ xài, xin phục lại tôn vị cho Hồ thị và hưởng theo lễ vốn có. Minh Anh Tông đem chuyện này hỏi Đại học sĩ Lý Hiền (李贤), ông nói: "Tâm này của bệ hạ, thiên địa quỷ thần đều cảm. Thần thấy nên lấy lăng tẩm, hưởng điện, thần chủ đều theo thể thức Phụng Tiên điện, thứ xin bệ hạ minh hiếu". Việc bèn quyết định. Năm thứ 7 (1463), tháng 7, Anh Tông chính thức truy thụy hiệu cho Hồ Thiện Tường là Cung Nhượng Thành Thuận Khang Mục Tĩnh Từ Chương hoàng hậu (恭讓誠順康穆静慈章皇后), tu sửa lăng tẩm, nhưng không đưa vào Thái miếu mà thờ tại nơi riêng biệt.

## Hậu duệ
Hồ Thiện Tường có với Minh Tuyên Tông 2 vị Hoàng nữ, bao gồm:
1. Thuận Đức công chúa [順德公主, 1420 - 1443], hạ giá Thạch Cảnh (石璟), người Xương Lê, tổ phụ có công tùy giá Minh Thái Tổ. Năm Chính Thống thứ 2 (1437), cử hành hôn lễ, khi đó Thạch Cảnh chưởng quản Ngọc diệp trong Tông Nhân Phủ. Không có con.
2. Vĩnh Thanh công chúa [永清公主, ? - 1433], chết khi chưa thành hôn.

## Phim ảnh
| Năm  | Phim ảnh truyền hình   | Diễn viên      | Nhân vật       |
| 2019 | 《Đại Minh Phong Hoa》 | Đặng Giai Giai | Hồ Thiện Tường |
| 2022 | 《Thượng Thực》        | Trương Nam     | Hồ Hoàng hậu   |